# Vineland (Minnesota)
Vineland – jednostka osadnicza w Stanach Zjednoczonych, w stanie Minnesota, w hrabstwie Mille Lacs.